# Гольшанський Олександр Іванович

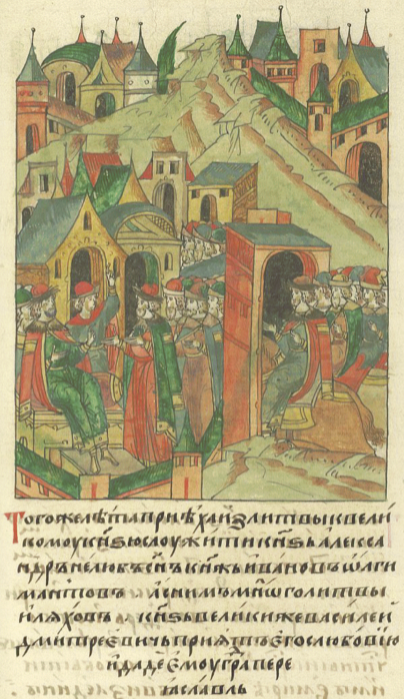
Приїзд до Василя I, мініатюра з Лицевого літописного зводу

Олександр «Нелюб» Гольшанський — син київського намісника, кн. Івана Ольгимонтовича Гольшанського й смоленської князівни Агрипини Святославівни.
Знаний хіба тим, що в 1406 році від'їхав до великого князя московського Василя Дмитровича разом із чималою свитою «литви й ляхів» (за випискою М. Карамзіна з втраченого Троїцького літопису це сталось «весною», тобто, видимо, між кінцем травня та 23 червня). Той «приемъ его с любовъю» й пожалував Переславль-Заліський, що його раніше держав кн. Дмитро Ольгердович (схоже, не обійшлось без заступництва двоюрідної сестри Софії Вітовтівни). За припущенням дослідника Р. Безпалова, пред тим Олександр міг бути намісником одного з міст на Чернігово-Сіверщині, наприклад Брянська.    
Вітовтові не сподобався такий крок сина близького до нього вельможі й, укладаючи в 1407 мир з Москвою, затребував видати О. Гольшанського. Подальша його доля невідома, вже 1408 року Переславль був відданий Свидригайлу. 